# ミラージュ5 (航空機)
ミラージュ5
フランス空軍のミラージュ5F
- 用途：戦闘爆撃機
- 製造者：ダッソー社
- 運用者

  -  フランス（フランス空軍）
  -  アルゼンチン（アルゼンチン空軍）
  -  パキスタン（パキスタン空軍）
  -  エジプト（エジプト空軍）他
- 初飛行：1967年5月19日
- 生産数：582機
- 運用状況：現役（パキスタン他）
- 原型機：ミラージュIII
- サブタイプ：

  - ネシェル（ イスラエル）
  - ミラージュ5Aマラー（ ペルー/ アルゼンチン）
- 派生型：

  - クフィル（ イスラエル）
  - チーター（ 南アフリカ共和国）

ミラージュ5（Mirage 5）は、フランスのダッソー社がミラージュIII Eをベースとして開発した戦闘爆撃機。
本項では、発展型のミラージュ50（Mirage 50）についても解説する。

## 概要

### ミラージュ5
イスラエルの要求によりミラージュIII Eを改修したものである。数字表記は当初こそミラージュIIIと同じくローマ数字だったが、ミラージュIII Vと混同しやすかったためすぐにアラビア数字に変更された。
ミラージュIII Eからの大きな改修点は、シラノII火器管制レーダーと一部の電子機器が外された点である。これにより、操縦席後方にあった電子機器を53cm延長した機首に移し、空いた部分に燃料タンクを増設したことで燃料容量が増加している。パイロンも2箇所増設されているが、ペイロード自体は変わっていない。また、ダッソー社は当初ミラージュ5の構成要素をはっきり定義していなかったため、シラノII火器管制レーダーとドップラー航法レーダーを搭載した、事実上ミラージュIII Eとほとんど変わらないタイプも存在した。
1966年9月にイスラエルはミラージュ5Jを50機発注したが、フランスのシャルル・ド・ゴール大統領が1967年6月3日に輸出を禁止したためイスラエルの手には渡らなかった。この50機は結局改修された後ミラージュ5Fとしてフランス空軍機となった。その後、ミラージュ5は低価格かつ高性能・高信頼性の戦闘爆撃機を必要とする多くの国から人気を得た。
このフランスの輸出政策転換により、ミラージュ5はイスラエルと対立するリビアとエジプトにも売却された。前者は110機程度が輸出され、カダフィは第四次中東戦争に飛行隊を参加させた。このため、イスラエル空軍のミラージュIIIはリビア機と区別する識別マークが必要となった。後者は、第四次中東戦争で打撃を受けたエジプト空軍に対し、サウジアラビアが資金を負担する形でダッソーから購入し、その後無償譲渡するという変則的な輸出が行われた。エジプト空軍機はイラン・イラク戦争でイラクを支援するべく1986年3月から6週間だけ同国へ展開しイラン空軍機と交戦した。同機が搭載していたALQ-234電子戦ポッドは、F-4やホーク地対空ミサイルに対して有効であったとされる。この事実を知るまで、イラン側のパイロットはエジプトのミラージュ5を、当時の最新鋭機だったミラージュ2000と誤認していた。
敵対陣営とは異なり、結局ミラージュ5を正規ルートでは手に入れられなかったイスラエルだが、第三国スイスで主に活動していた産業スパイの得た情報を基にしたコピー品のネシェルを生産した。のちにエンジンをアメリカ製のJ79に換装した改良型のクフィルが開発・製造されると、ネシェルの中古機はアルゼンチンに「ダガー」の名称で売却され、1982年のフォークランド紛争にも参加した。クフィルもまたアメリカ海軍・海兵隊に逆輸入される形でF-21「ライオン」として導入され、短期間ながらアグレッサー部隊の仮想敵機として利用された。
現在では既にフランスを含む多くの運用国で退役しているが、パキスタンなど一部の国では現在でも第一線機として運用されている。パキスタンは各地で退役した機体を大量に入手しており、ミラージュIIIを含めて150機以上を保有している。

### ミラージュ50

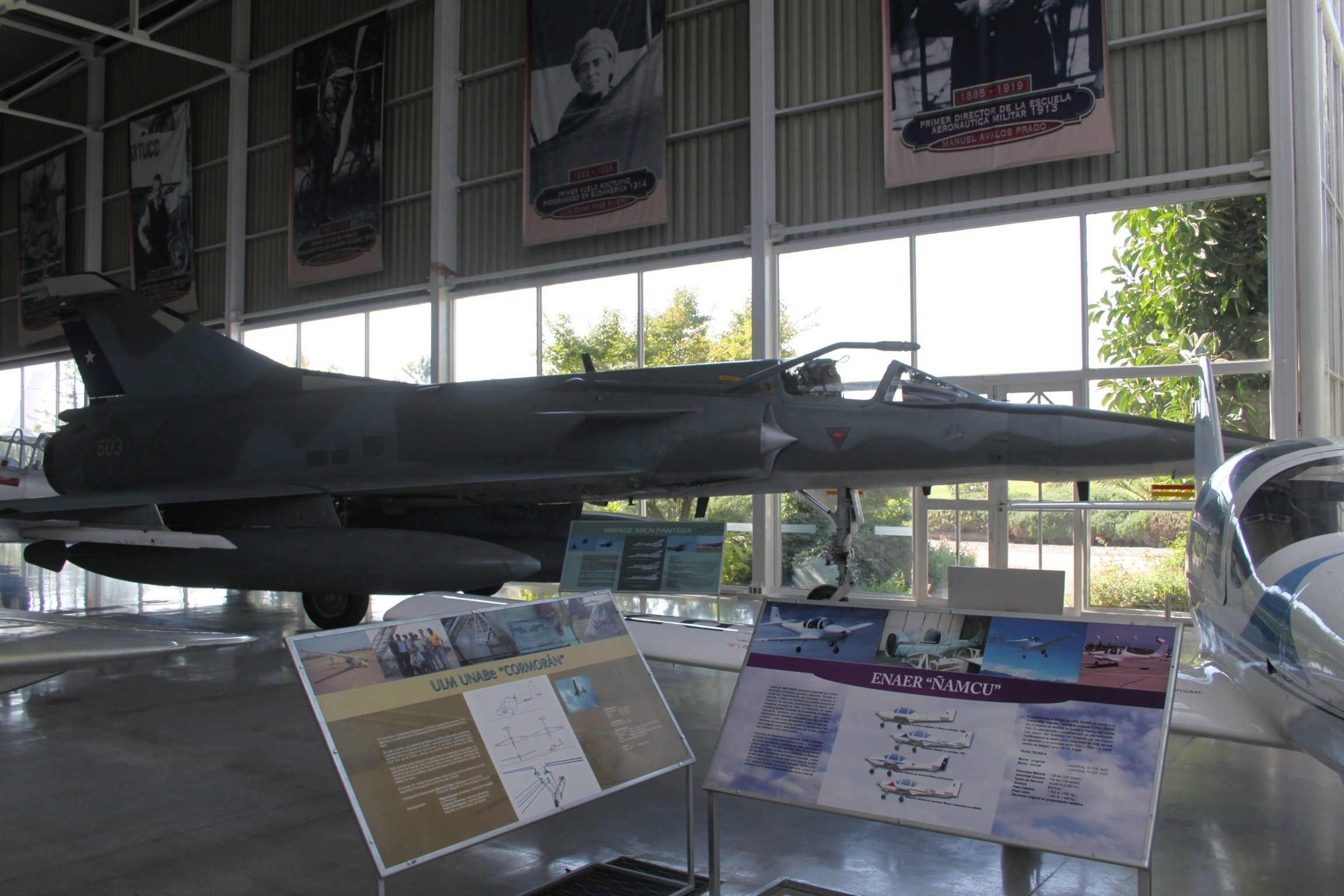
チリ空軍のミラージュ50CNパンテーラ

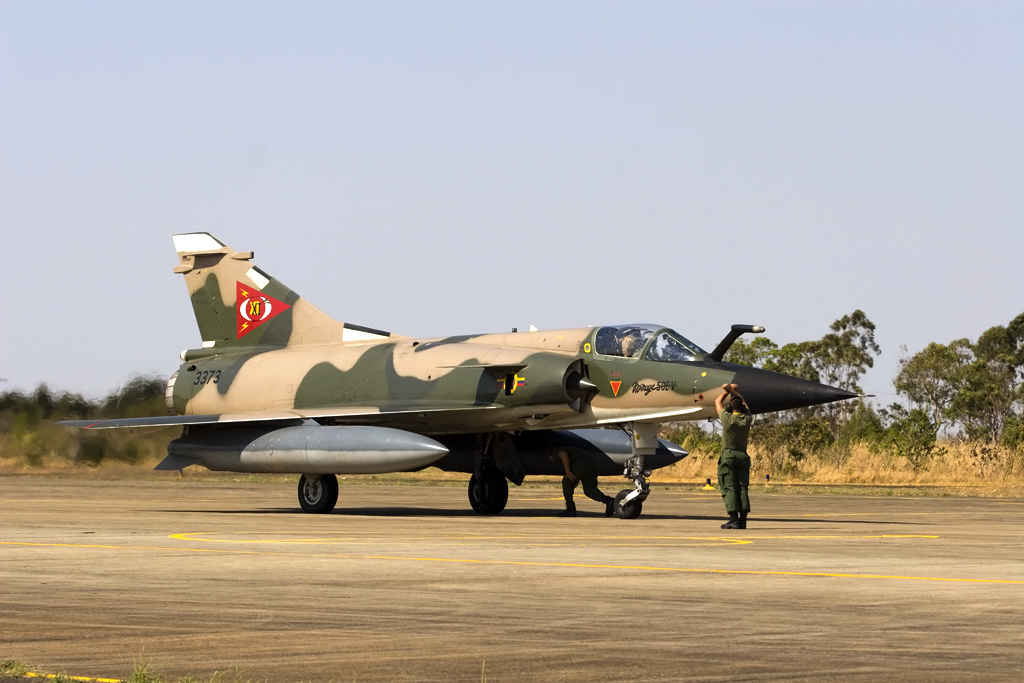
ベネズエラ空軍のミラージュ50EV

エンジンをミラージュF1と同じアター09K-50に換装したモデルがミラージュ50である。基本的には既存のミラージュIII/5を改修して作られたが、新造機も少数が製造された。
最初にアター09K-50を搭載して飛行したのはスイス空軍の要求で開発されたミランで、1970年に初飛行した。これは、ミラージュIII EまたはRの機体をベースに前方折り畳み式のカナード翼を機首に取り付け離着陸性能の向上を図った機体で、開発は翌年に中止されたものの、この機体をベースにミラージュ50の試作機が作られ1975年に初飛行した。その後、レーダーを搭載した試作機も1979年に初飛行している。なお、南アフリカ共和国向けのミラージュIII R2Z/D2Zもアター09K-50を搭載しており、実質的にミラージュ50と同仕様であった。
エンジンの換装によって離陸性能と加速性能が向上したほか、ペイロードが増加し、戦闘時の運動能力も改善された。また、ミラージュIII/5と全く同じ電子機器や兵装を搭載することもでき、ミラージュIII/5からミラージュ50仕様へ改修するためのパッケージキットも開発されたが、採用したのは南米のチリとベネズエラのみだった。
チリは1980年に旧フランス空軍のミラージュ5Fを改修したミラージュ50FCと、アゲブレーダーを搭載した新造機ミラージュ50C/DCを取得した。その後これらの機体はカナード翼や空中給油プローブ、HUDの追加などを行ったミラージュ50CN/DNパンテーラ仕様に近代化改修された。
ベネズエラは1990年に新造機ミラージュ50EV/DVを取得すると同時に、以前から保有していたミラージュIII/5も全て同仕様に改修した。これらの機体はシラノIV-M3レーダーを搭載し、最初からカナード翼や空中給油プローブを装備しているのが特徴で、エグゾセ対艦ミサイルの運用能力を持つ。
現在では両空軍からも退役しているが、ベネズエラ空軍機はエクアドルに譲渡されている。

## 派生型

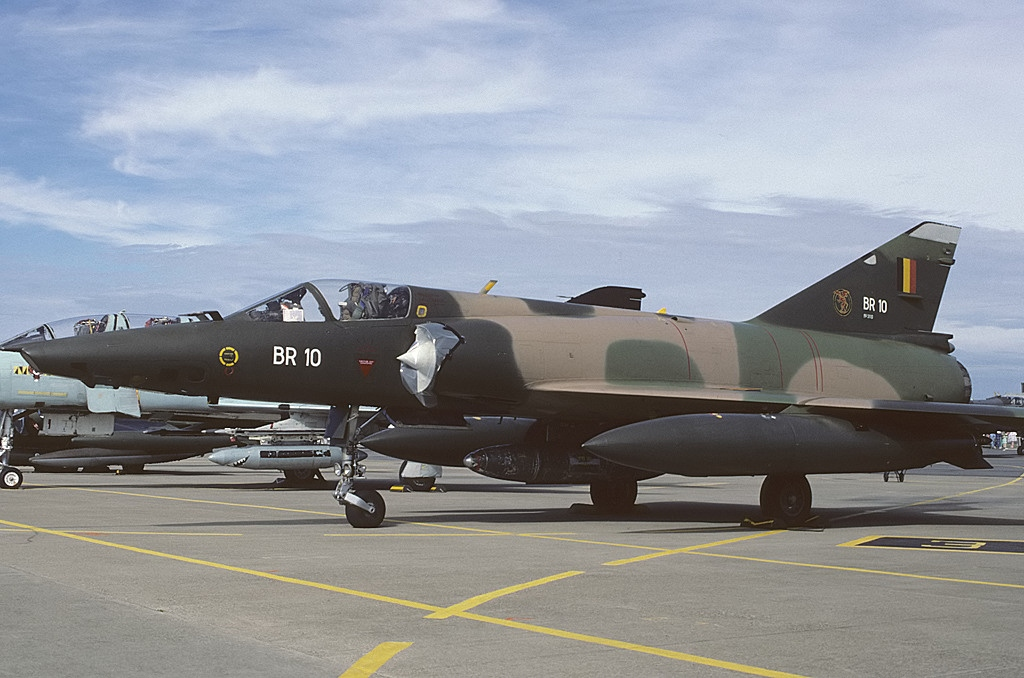
ベルギー空軍のミラージュ5BR。機首に搭載された偵察用カメラに注目

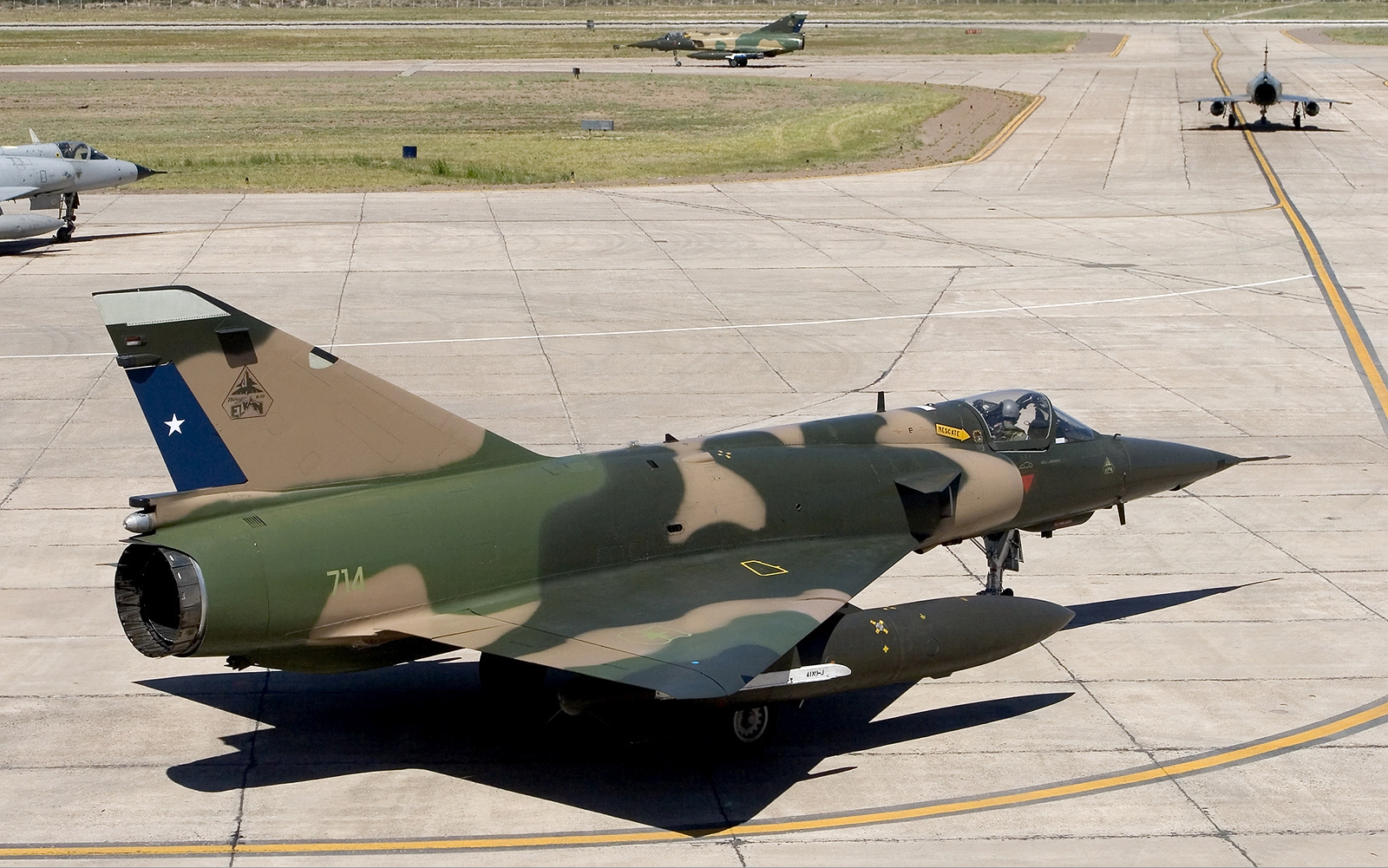
チリ空軍のミラージュ5MAエルカン
（旧ベルギー空軍 ミラージュ5BA）

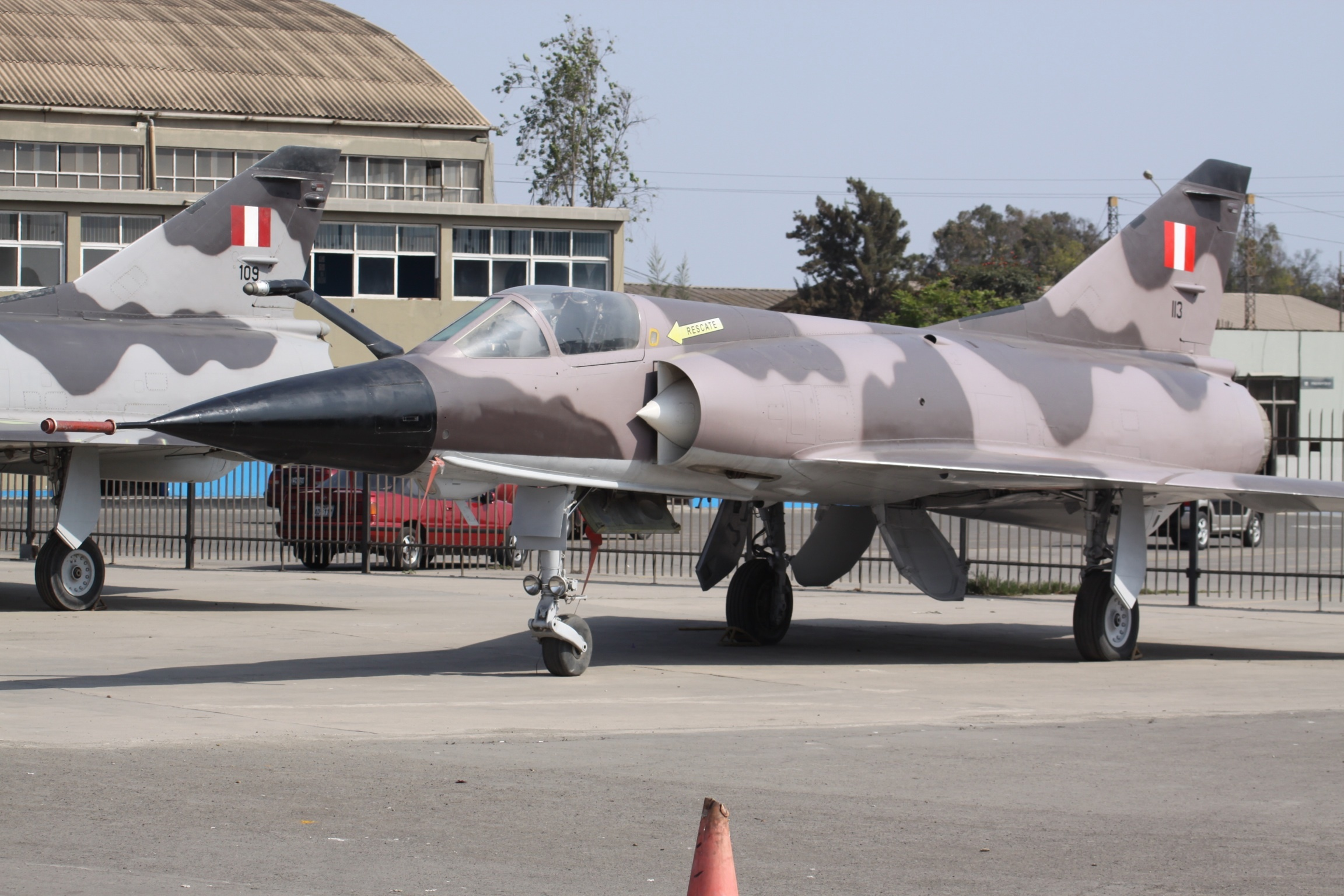
ペルー空軍のミラージュ5P。コクピット前部に、ミラージュF1と同一形状の空中給油プローブを装備

ミラージュ5
原型機。
ミラージュ5A
標準型。
ミラージュ5F
フランス空軍向け。元はイスラエル空軍向けのミラージュ5J。
ミラージュ5D
複座練習機型。基本的にミラージュIII Dと同じ。
ミラージュ5E
シラノII火器管制レーダーとドップラー航法レーダーを搭載した全天候戦闘爆撃型。基本的にミラージュIII Eと同じ。
ミラージュ5R
偵察機型。機首に偵察用カメラを搭載。機銃は残されている。
ミラージュ5E2
エジプト空軍向け全天候攻撃機。電子機器の追加により爆撃精度と防御力が向上している。
ミラージュ5BA
ベルギー空軍向け。機首の形状が通常型と若干異なる。
ミラージュ5MA/MDエルカン
ベルギーで近代化改修され、チリへ売却された旧ベルギー空軍のミラージュ5BA/BD。
ミラージュ5PA2
パキスタン空軍向け迎撃戦闘機。シラノIVレーダーを搭載。
ミラージュ5PA3
パキスタン空軍向け対艦攻撃機。アゲブレーダーの搭載によりエグゾセ対艦ミサイルを運用可能。
ミラージュ5P
ペルー空軍向け。改良型のP4では空中給油プローブやレーザー測距装置を追加装備している。
ミラージュ5Aマラー
アルゼンチンがペルー空軍から取得したミラージュ5Pを改修した型。
ミラージュ5COAM/CODM
コロンビアの近代化改修型。クフィルとほぼ同仕様に改修されている。
ミラージュ5F ROSE II
パキスタンがフランス空軍から取得したミラージュ5Fを近代化改修した型。ROSEは『Retrofit Of Strike Element』の略。
ミラン
スイス空軍向け性能向上型。機首に折り畳み式のカナード翼を装備。不採用になったが、ミラージュ50の開発に繋がった。
ミラージュ50FC
旧フランス空軍のミラージュ5Fを改修した、初めてミラージュ50の名が付けられたタイプ。チリへ輸出された。
ミラージュ50C/DC
チリ空軍向けの新造機。アゲブレーダーを搭載。
ミラージュ50CN/DNパンテーラ
チリ空軍がイスラエルの技術協力を受けてミラージュ50FC/C/DCを近代化改修したもの。
ミラージュ50EV/DV
ベネスエラ空軍向け。シラノIV-M3レーダーと空中給油プローブ、カナード翼を装備し、エグゾセ対艦ミサイルの運用能力を持つ。
ネシェル
ミラージュ5Fをイスラエルが無断で（実態はダッソー社による黙認ないし非公式協力に近い）コピーしたもの。アルゼンチンへ「ダガー」の名称で売却。現在は近代化改修により「フィンガー」と名称を変えている。

## 採用国
- アラブ首長国連邦（アブダビ）：5AD/EAD/DAD/RAD
- アルゼンチン：5P（ペルーから贈与、後にマラー仕様へ改修）
- ベルギー：5BA/BD/BR
- チリ：50FC/C/DC（後にパンテーラ仕様へ改修）、5MA/MD
- コロンビア：5COA/COD/COR（COA/CODは後にCOAM/CODMへ改修）
- エクアドル：50EV/DV（ベネズエラから譲渡）
- エジプト：5SDE/E2/SDD/SDR
- フランス：5F
- ガボン：5G/GII/DG[5]。退役済み[6]。
- リビア：5D/DE/DD/DR
- パキスタン：5PA/PA2/PA3/DPA2（他にもフランス空軍などから中古機を購入し、ROSE II/III仕様へ改修）。2023年時点で37機を保有している[7]。
- ペルー：5P/P3/P4/DP/DP3（後にP4/DP4仕様に統一）
- ベネズエラ：5V/DV（後に50EV/DV仕様へ改修）、50EV/DV
- ザイール：5M/DM

## 諸元（ミラージュ5）
- 乗員：1名
- 全長：15.56 m
- 全幅：8.22 m
- 全高：4.25 m
- 翼面積：34.85 平方メートル
- 重量：7.05 t
- 最大離陸重量：13.5 t
- エンジン：スネクマ アター09Cターボジェットエンジン×1基　ドライ推力41.97 kN（9,440 lbf）アフターバーナー点火時60.8 kN（13,700 lbf）
- 最高速度：M2.2
- 最高高度：20,000 m
- 実用高度：17,000〜18,000 m
- 航続距離:2,000〜3,700 km
- 固定武装：DEFA552 30mm機銃×2
- 最大搭載量：4,000〜4,500 kg
- 搭載兵装:Rockets: 2× マトラJL-100ロケットパック/ドロップタンクまたはSNEB 68 mm ロケットポット19基または66ガロン(250リットル)増槽
- ミサイル: AIM-9サイドワインダー短距離空対空ミサイル×2発 または マトラR550マジック空対空ミサイル×2発
- 爆弾: 4,000 kg (8,800 lb) 5カ所のハードポイントに搭載。偵察ポッド、増槽も装備